# Butterfly World
Butterfly World è il maggior parco per farfalle al mondo, con circa 5000 farfalle di 80 specie diverse; si trova a Tradewinds Park, nella città di Coconut Creek (Florida, Stati Uniti d'America). È stato inaugurato nel 1988.

## Storia
Alla fine della sua carriera come ingegnere elettrotecnico, Ronald Boender iniziò ad allevare farfalle e le piante necessarie per la loro alimentazione nella sua casa in Florida. Nel 1984 fondò MetaScience per la fornitura di farfalle di allevamento a zoo e università.
Nel 1985 visitò la London Butterfly House, dove incontrò il fondatore Clive Farrell e da questa visita nacque la decisione di realizzare la sua struttura in Florida. Boender e Ferrell collaborarono per la realizzazione della struttura, pensata come un'attrazione pubblica, ma anche come centro di ricerca ed allevamento di farfalle. Butterfly World fu inaugurato il 28 marzo 1988.

## Esposizioni
La visita alla struttura è organizzata lungo un percorso tra differenti ambienti:
- laboratori: permettono di vedere gli ambienti dove le farfalle sono allevate ed i loro differenti stadi da uovo a bruco e pupa;
- Paradise Adventure Aviary: voliera con fontane e stagni dove le farfalle volano in libertà;
- Hanging Garden & Butterfly Emerging Area: ospita larve che si stanno trasformando in farfalle;
- Tropical Rain Forest Aviary: voliera con cascate e piante tropicali dove sono ospitati uccelli in libertà;
- Grace Gardens: orto botanico all'aperto con fiori tropicali e piante;
- Wings of the World Secret Garden: giardino di fiori tropicali, tra i quali un'ampia collezione di passiflora;
- Lorikeet Encounter: ambiente dove si possono vedere uccelli come colibrì e lori;
- Museo/insettario: esposizione di coleotteri, scorpioni, farfalle, falene ed altri insetti;
- Bug Zoo: mostra di insetti vivi come nepomorfi, ragni, vespe, fasmidi e mantidi.

## Tutela ambientale
A Butterfly World è stata costituita la Passiflora Society International per incoraggiare la ricerca e condividere le informazioni sulle passiflora, che sono una fonte di alimentazione per diverse farfalle.
Butterfly World ha anche collaborato alla realizzazione del Boender Endangered Species Laboratory presso l'Università della Florida, che sta tentando di reintrodurre il papilio aristodemus in Florida.